# Llista de museus de Bakú
Aquest article és una llista de museus a Bakú, la capital de l'Azerbaidjan.

## Llista
| Nom                                                      | Imatge | Any de fundació |
| -------------------------------------------------------- | ------ | --------------- |
| Casa Museu d'Abdulla Shaig                               |        | 1990            |
| Museu d'Arqueologia i Etnografia de Bakú                 |        | 1981            |
| Museu Nacional d'Història de la Religió de l'Azerbaidjan |        | 1967            |
| Museu Nacional d'Agricultura de l'Azerbaidjan            |        | 1924            |
| Casa Museu de Jalil Mammadguluzade                       |        | 1978            |
| Museu Nacional d'Art de l'Azerbaidjan                    |        | 1936            |
| Museu d'Art Modern de Bakú                               |        | 2009            |
| Casa Museu de Bulbul                                     |        | 1976            |
| Museu Nacional d'Història de l'Azerbaidjan               |        | 1920            |
| Museu d'Història Natural Hasan bey Zardabi               |        | 1930            |
| Casa Museu de Leopold i Mstislav Rostropovich            |        | 1998            |
| Museu Nacional de Catifes de l'Azerbaidjan               |        | 1967            |
| Institut de Manuscrits de l'Azerbaidjan                  |        | 1986            |
| Museu de Llibres en Miniatura de Bakú                    |        | 2002            |
| Casa Museu de Mammed Said Ordubadi                       |        | 1979            |
| Museu Nacional de Literatura de l'Azerbaidjan            |        | 1939            |
| Casa Museu de Nariman Narimanov                          |        | 1977            |
| Parc Nacional de Gobustan                                |        | 1996            |
| Rinay                                                    |        | 1989            |
| Casa Museu de Samad Vurgun                               |        | 1975            |
| Casa Museu d'Uzeyir Hajibeyov                            |        | 1975            |
| Casa Museu de Sattar Bahlulzade                          |        | 2014            |
| Casa Museu d'Azim Azimzade                               |        | 1968            |
| Museu Nacional del Teatre de l'Azerbaidjan               |        | 1934            |
| Casa Museu de Husein Yavid                               |        | 1981            |
| Museu de la Medicina de l'Azerbaidjan                    |        | 1986            |
| Museu Nacional de Cultura Musical de l'Azerbaidjan       |        | 1967            |